# لويس أكونيا
لويس أكونيا (بالإسبانية: Luis Acuña)‏ (ولد في 20 يناير 1989 في ميرلو، بوينس آيرس، الأرجنتين) وهو لاعب كرة قدم أرجنتيني يلعب حاليا لنادي فينادوس في دوري الدرجة الثانية المكسيكي.

## وصلات خارجية
- لويس أكونيا على موقع قاعدة بيانات كرة القدم.إي يو (الإنجليزية)
- لويس أكونيا على موقع Soccerway.com (الإنجليزية)

- Profile at BDFA Profile at (بالإسبانية)
- Profile at Soccerway Profile at (بالإسبانية)